# Kate O'Mara
Kate O'Mara, ursprungligen Frances Carroll, född 10 augusti 1939 i Leicester, Leicestershire, död 30 mars 2014 i Sussex, var en brittisk skådespelare.
Kate O'Mara slog igenom i Storbritannien 1963 då hon spelade en roll i teateruppsättningen av Köpmannen i Venedig. På 1960-talet medverkade hon i många brittiska TV-serier, bland annat Helgonet, Ett fall för John Drake, Doctor Who och på 1970-talet blev hon känd även i Sverige som Jane Maxwell i Arvingarna. 1986 spelade hon Alexis Colbys elaka syster Caress Morell i den amerikanska TV-serien Dynastin. O'Mara medverkade även i ett par avsnitt av komediserien Helt hysteriskt där hon spelade rollen som Patsys syster.
Såväl hennes mor som hennes syster var skådespelare.